# دبرا اسکارلت
دبرا اسکارلت (به انگلیسی: Debrah Scarlett) (زاده ۲۰ ژوئیه ۱۹۹۳) خواننده نروژی-سوئیسی است.
او در مسابقه آواز یوروویژن ۲۰۱۵ نماینده نروژ بود.